# Jon and Vangelis
Jon and Vangelis fue un dúo musical integrado por el cantante, compositor y ocasionalmente arpista e instrumentista de apoyo Jon Anderson y el arreglador, compositor, músico multiinstrumentista Vangelis. Sus álbumes publicados hasta la fecha son Short Stories, The Friends of Mr. Cairo, Private Collection y Page of Life (el último en dos versiones diferentes para Europa y Estados Unidos), además de los recopilatorios The Best of Jon and Vangelis y Chronicles, todos con material grabado en estudio.

## Historia
Jon Anderson, vocalista y miembro fundador de uno de los grupos musicales más influyentes del rock progresivo, Yes, y Vangelis, nombre esencial del mundo de las nuevas músicas, se conocieron personalmente a pocos años de la década de los '70s.
```
Vangelis, más tarde, fue invitado a ser el teclista para actuaciones en vivo de Yes cuando 
Rick Wakeman
 abandonó la agrupación. Vangelis, sin embargo, rechazó la oferta al considerar que, en un momento reciente del pasado, había abandonado otra banda (
Aphrodite's Child
) precisamente en busca de libertad para componer con independencia. Además, la buena acogida de sus primeras obras en solitario (en especial 
L'Apocalypse des animaux
) le auguraba un exitoso porvenir. Jon apareció como invitado en la canción "So along ago, so clear" (Hace tanto, tan claro) como broche final de 
Heaven and Hell
 de 1975; posteriormente Anderson también tocó el arpa en un álbum de Vangelis, 
Opera Sauvage
 en 1978.
```

En 1980, Anderson tras la gira "In the round" posterior del álbum "Tormato" deja Yes para formar junto al griego el dúo Jon and Vangelis, una unión paralela a las carreras individuales de ambos, cuyos cuatro trabajos aparecerían de forma intermitente a lo largo de poco más de una década.
Sus primeros éxitos,"I Hear You Now", "I'll Find my Way Home" y "The Friends of Mr. Cairo" demostraron la gran creatividad musical del combo. Muchas de las composiciones del dúo fueron fruto de experimentación e improvisación, y sirvieron como válvula de escape para la creatividad de Anderson, que podía explorar registros más minimalistas que en Yes, y para la de Vangelis, que encontró la oportunidad de componer canciones de corte pop, distintas a sus extensas obras como solista instrumental. En cualquier caso, la identidad estilística del dúo Jon and Vangelis está más cercana a la sensibilidad del griego, puesto que la composición e interpretación de cada tema es generalmente tan compleja técnicamente como las llevadas a cabo en sus propias obras, si bien la estructura conceptual y unitaria de los álbumes del dúo es menos evidente que en los álbumes en solitario de Vangelis. Como dato anecdótico, es muy interesante tener en cuenta la gran influencia que la música del griego debió tener en la composición del primer álbum en solitario de Jon Anderson, Olias of Sunhillow en 1974, con un alto contenido electrónico de vanguardia que lo sitúa mucho más cerca de Vangelis que de Yes.
Short Stories presenta una serie de temas muy experimentales, difícilmente comerciales, en las que la voz de Anderson se mueve entre la canción propiamente dicha y el recitado de textos de manera un tanto teatral. 
The Friends of Mr. Cairo, segundo trabajo del dúo, resultó algo más accesible para un público amplio, sobre todo porque sus temas eran más adecuados para la radiodifusión. I'll Find my Way Home, tema estrella del disco, no pertenecía originalmente al álbum, sino que fue añadido al mismo en una segunda edición, dado el éxito cosechado por el tema, que fue lanzado como sencillo de cara a la campaña navideña de aquel año. A la buena acogida del álbum también contribuyó el enorme éxito de la banda sonora de Vangelis para Carros de Fuego, publicada poco tiempo antes, por la que el músico obtuvo el Oscar de Hollywood.
Private Collection es, probablemente, el mejor trabajo de Jon and Vangelis. A ello contribuye la excepcional belleza melódica de los temas cortos (Deborah, He Is Sailing) y la grandiosidad del tema largo Horizon. La producción del álbum está especialmente cuidada, y el sonido del conjunto de los temas le da un carácter más unificado.
Page of Life, en sus dos versiones, resultó una decepción comercial, tal vez debido al sonido algo distinto con el que por entonces trabajaba Vangelis en álbumes como Direct. De hecho, las notables variaciones en los temas (y en la longitud de los mismos) que se puede observar entre las ediciones europea y americana denota una cierta indecisión creativa por parte del dúo, traducida también en una producción menos cuidada que en su trabajo anterior.
Los últimos lanzamiento de Jon and Vangelis fueron álbumes recopilatorios que no incluyeron temas nuevos. El dúo nunca se ha disuelto oficialmente.

## Discografía

### Álbumes
- Short Stories (1980)
- The Friends of Mr. Cairo (1981)
- Private Collection (1983)
- Page of Life (1991)

### Álbumes recopilatorios
- The Best of Jon & Vangelis (1984)
- Chronicles (1994)